# Semberija

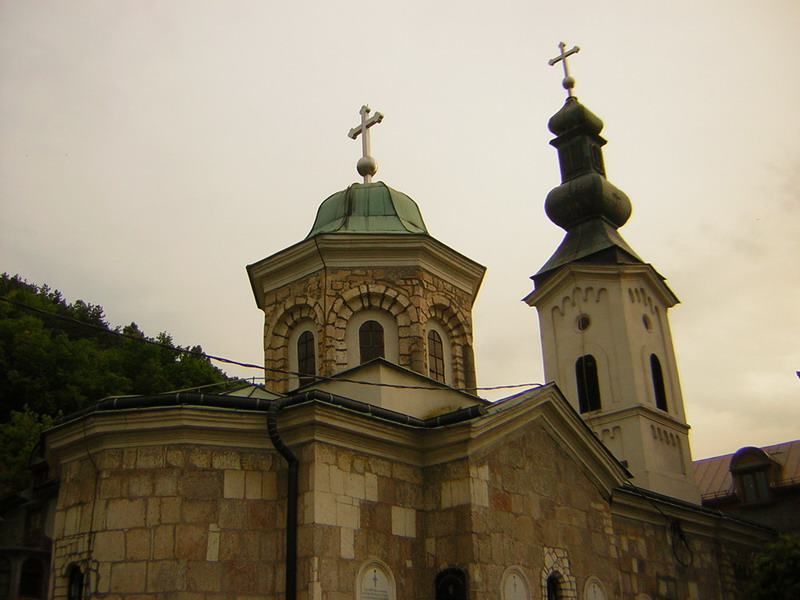
Klášter Tavna

Semberija, srbsky Семберија, je oblast na severovýchodě Bosny a Hercegoviny, z větší části na území Republiky srbské. Leží mezi řekami Drina a Sáva a pohořím Majevica. Největším městem a centrem oblasti je Bijeljina, v níž žije 114 tisíc obyvatel a sídlí zde univerzita i národní knihovna. Celkem v oblasti žije 200 000 obyvatel. Název Semberija má maďarský základ a pravděpodobně pochází z doby, kdy území ovládalo Uherské království. Nejvýznamnější památkou je klášter Tavna v Bijeljině.